# Agrostemma
Agrostemma és un gènere de plantes amb flors disn la família Charyophyllaceae. Són plantes natives d'Europa, incloent els Països Catalans. A. githago és una mala herba dels camps de cereals i altres cultius. També són plantes cultivades com ornamentals.L'espècie Agrostemma gracile només es troba a Grècia prop de la ciutat de Farsala.

## Algunes espècies
- Agrostemma brachyloba
- Agrostemma githago
- Agrostemma gracile